# Stefan Horngacher
Stefan Horngacher (* 20. September 1969 in Wörgl) ist ein ehemaliger österreichischer Skispringer und derzeitiger Skisprungtrainer. Seit April 2019 ist er Bundestrainer der deutschen Skisprung-Nationalmannschaft. Zuvor war er von 2016 bis 2019 Trainer der polnischen Nationalmannschaft. 

## Werdegang

### Als Skispringer
Horngacher wuchs in Tirol in Bad Häring auf, wo er in den 1970er Jahren auf Kinderbeinen seinen Idolen – darunter Toni Innauer – auf selbsterbauten Schanzen nacheiferte und später in Wörgl im Verein systematisch zu trainieren begann. Er besuchte die Internatsschule für Schisportler Stams. 
Mit der österreichischen Springermannschaft gewann er bei den Olympischen Spielen 1994 und 1998 jeweils die Bronzemedaille. Sein bestes Einzelresultat bei Olympischen Spielen war der fünfte Platz beim Springen von der Großschanze in Salt Lake City 2002.
Bei der Nordischen Skiweltmeisterschaft 1991 im Val di Fiemme wurde er mit der Mannschaft zusammen mit Ernst Vettori, Andreas Felder und Heinz Kuttin Weltmeister. Gold gewann er auch bei der Weltmeisterschaft 2001 in Lahti, beim erstmals ausgetragenen Mannschaftsbewerb von der Normalschanze. Dazu kam eine Bronzemedaille in Lahti und zwei weitere bei den Weltmeisterschaften 1993 in Falun und 1999 in der Ramsau, jeweils im Mannschaftsspringen von der Großschanze.
Horngacher konnte im Weltcup 1991 das Skifliegen am Kulm und 1999 das Springen in Zakopane gewinnen. Zudem war er viermal mit der österreichischen Mannschaft bei Teamspringen im Weltcup erfolgreich.

### Als Skisprungtrainer
Nach seiner Karriere wurde Horngacher Nachwuchstrainer, erst in Österreich, wo er unter Hannu Lepistö arbeitete, und später in Polen, wo er Co-Trainer von Heinz Kuttin war. Ab Anfang 2006 war er Stützpunktleiter in Hinterzarten und trainierte dort im Auftrag des Deutschen Skiverbandes (DSV) die Nachwuchsmannschaft. Zudem unterstützte er zwischenzeitlich Martin Schmitt, der sich noch in der Saison 2005/06 in einem schweren Leistungstief befand, als persönlicher Trainer. 2008 übernahm er den B-Kader des DSV. Im Sommer 2011 gab er die Verantwortung für diesen an Ronny Hornschuh ab, weil er von Bundestrainer Werner Schuster zum Co-Trainer des Weltcupteams berufen wurde.
Am 24. März 2016 gab der polnische Skiverband bekannt, Horngacher als Nachfolger des zurückgetretenen Chef-Trainers Łukasz Kruczek eingestellt zu haben. Auf den Tag genau drei Jahre später verkündete Horngacher seinen Rücktritt als polnischer Nationaltrainer. In seiner Amtszeit konnte Polen neben dem Team-Weltmeistertitel 2017 auch Bronze bei den Olympischen Winterspielen 2018 gewinnen. Zudem wurde Kamil Stoch Olympiasieger und Dawid Kubacki 2019 Weltmeister.
Am 3. April 2019 gab der Deutsche Skiverband offiziell die Verpflichtung Horngachers als neuen Bundestrainer bekannt, der Werner Schuster als Bundestrainer ablöste.

## Erfolge

### Weltcupsiege im Einzel
| Nr. | Datum           | Ort                      | Typ         |
| --- | --------------- | ------------------------ | ----------- |
| 1.  | 24. Jänner 1991 | Bad Mitterndorf/Tauplitz | Flugschanze |
| 2.  | 16. Jänner 1999 | Zakopane                 | Großschanze |

### Weltcupsiege im Team
| Nr. | Datum           | Ort       | Typ         |
| --- | --------------- | --------- | ----------- |
| 1.  | 24. Jänner 1993 | Predazzo  | Großschanze |
| 2.  | 5. März 1994    | Lahti     | Großschanze |
| 3.  | 13. Jänner 2002 | Willingen | Großschanze |
| 4.  | 27. Jänner 2002 | Sapporo   | Großschanze |

### Grand-Prix-Siege im Einzel
| Nr. | Datum             | Ort     | Typ         |
| --- | ----------------- | ------- | ----------- |
| 1.  | 5. September 2001 | Sapporo | Großschanze |
| 2.  | 8. September 2001 | Hakuba  | Großschanze |

## Statistik

### Weltcup-Platzierungen
| Saison  | Platz | Punkte |
| ------- | ----- | ------ |
| 1990/91 | 04.   | 179    |
| 1991/92 | 29.   | 024    |
| 1992/93 | 08.   | 078    |
| 1993/94 | 20.   | 183    |
| 1995/96 | 34.   | 134    |
| 1996/97 | 36.   | 120    |
| 1997/98 | 13.   | 546    |
| 1998/99 | 08.   | 813    |
| 1999/00 | 08.   | 624    |
| 2000/01 | 08.   | 566    |
| 2001/02 | 12.   | 434    |

### Grand-Prix-Platzierungen
| Saison | Platz | Punkte |
| ------ | ----- | ------ |
| 1994   | 39.   | 265    |
| 1996   | 35.   | 022    |
| 1997   | 10.   | 117    |
| 1998   | 24.   | 054    |
| 1999   | 16.   | 055    |
| 2000   | 12.   | 184    |
| 2001   | 03.   | 257    |

### Schanzenrekorde
| Ort        | Land        | Weite               | aufgestellt am    | Rekord bis        |
| ---------- | ----------- | ------------------- | ----------------- | ----------------- |
| Trondheim  | Norwegen    | 133,0 m (HS: 140 m) | 9. März 1999      | 9. März 1999      |
| Oberstdorf | Deutschland | 127,5 m (HS: 137 m) | 29. Dezember 2000 | 29. Dezember 2000 |

## Auszeichnungen (Auszug)
- 1994: Goldenes Verdienstzeichen der Republik Österreich
- 1998: Silbernes Ehrenzeichen für Verdienste um die Republik Österreich
- 2018: Kavalierkreuz des Verdienstorden der Republik Polen[5]

## Privates
Horngacher ist verheiratet und hat drei Kinder, ein Kind stammt aus seiner ersten Ehe. Er wohnt mit seiner Familie in Titisee-Neustadt. Sein Sohn Amadeus (* 28. August 2007) ist ebenfalls als Skispringer aktiv.